# Symphonie no 3 de Glière
Pour les articles homonymes, voir Symphonie no 3.
Ilya Mouromets
La Symphonie en si mineur Op. 42, dite « Ilya Mouromets », est la troisième et dernière symphonie composée par Reinhold Glière entre 1909 et 1911. Elle est dédiée à Alexandre Glazounov, et fut créée à Moscou le 23 mars 1912 sous la direction d'Emil Cooper. Il s'agit d'une œuvre monumentale, dans laquelle Glière a mis tout son cœur et son art, hérité de la longue tradition russe d'orchestration et de conte musical.

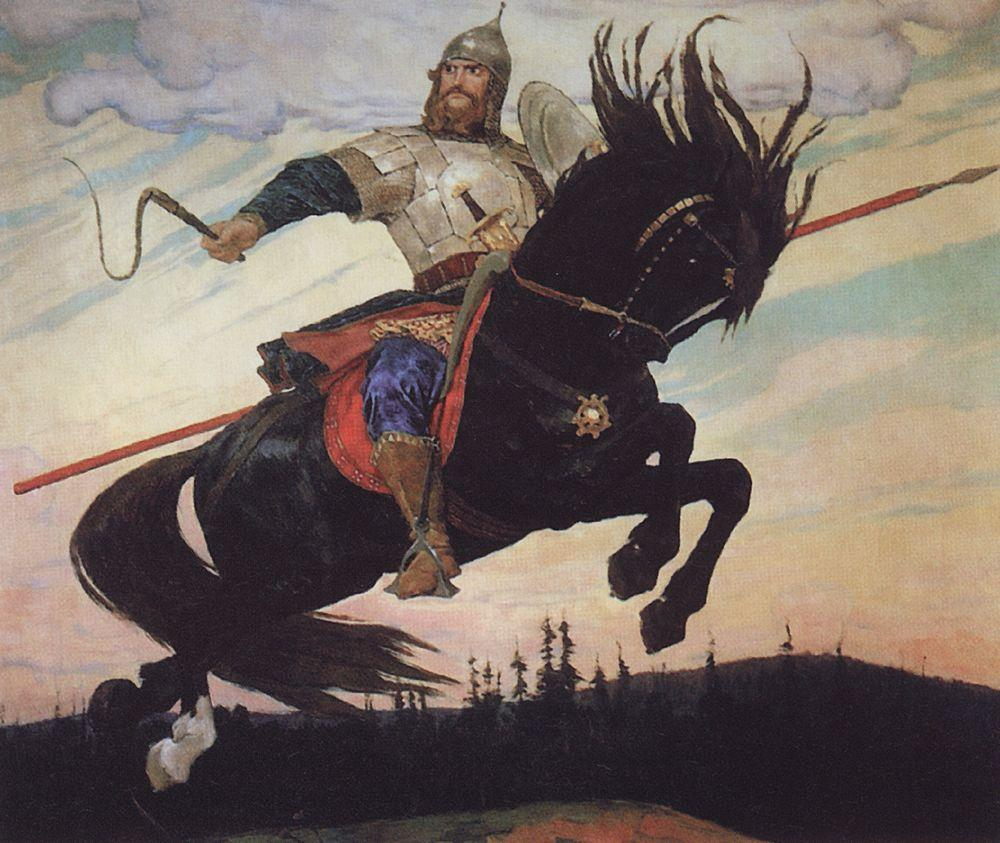
Ilya Mouromets (1914) par Viktor Vasnetsov

La symphonie décrit les aventures du héros Ilya Mouromets, guerrier semi-légendaire au service du prince Vladimir, le grand prince de Kiev à la fin du Xe siècle, passé dans les contes et l'imaginaire populaire et dont le nom a été donné par Igor Sikorsky à son bombardier quadrimoteur.

## Instrumentation
La symphonie nécessite un grand orchestre à cordes, ainsi que trois flûtes traversières, un piccolo, trois hautbois, un cor anglais, trois clarinettes, une clarinette basse, trois bassons, un contrebasson ; huit cors, cinq trompettes, quatre trombones, un tuba ; deux harpes ; un triangle, un glockenspiel, une caisse claire (tambour militaire), une grosse caisse, un gong (Tam-tam), cymbales, timbales et un célesta.

## Mouvements
D'une durée moyenne d'exécution de 75-85 minutes, il s'agit de la quatrième plus longue symphonie en quatre mouvements du répertoire, après la Huitième symphonie d'Anton Bruckner, la Sixième symphonie de Gustav Mahler et la Deuxième symphonie de Wilhelm Furtwängler. Elle comprend quatre mouvements :

### I. Les pèlerins: Ilya Mouromets et Svyatogor
Andante sostenuto - Allegro risoluto. Fils de paysan, faible et malade, Ilya est resté assis pendant trente années, quand un jour, deux pèlerins de passage lui ordonnent de devenir un bogatyr et de partir en quête de Svyatogor, le plus puissant des guerriers. Celui-ci, lorsque Ilya le retrouve, lui lègue tous ses pouvoirs avant de mourir.

### II. Soloveï le brigand
Andante. Soloveï (le Rossignol-Brigand) est un bandit qui tue par son sifflement les humains dans une sombre forêt. Ilya le combat, le tue et ramène son corps chez le prince Vladimir.

### III. À la cour de Vladimir
Allegro. Ce mouvement, le plus court des quatre, tient lieu de Scherzo. Il représente une fête somptueuse donnée au château de Vladimir, surnommé le Soleil.

### IV. Les hauts-faits et la pétrification d'Ilya
Allegro tumultuoso - Tranquillo - Maestoso solemne - Andante sostenuto. Ilya et son armée écrasent le terrible Batygha et ses hordes de païens. Ilya réclame encore des ennemis à combattre. Des guerriers venus du ciel surgissent alors ; chacun, lorsqu'il est abattu, se multiplie. Poussés à la retraite, Ilya et ses hommes sont changés en pierre.

## La version écourtée
Le chef d'orchestre Leopold Stokowski admirait immensément cette œuvre, y voyant un monument à la culture slave. Cependant, dans les années 1930, conscient des difficultés probables auprès du public, il demanda au compositeur l'autorisation de l'écourter. Glière eut-il vraiment le choix ? Sans doute influencé par la possibilité d'être joué par un grand chef aux États-Unis, il donna son accord. Stokowski réduisit donc la symphonie à environ la moitié de sa longueur, et enregistra cette version plusieurs fois. Malgré la "trahison" et l'œuvre rendue beaucoup moins monumentale, ressemblant plus à une aventure ou à un poème symphonique qu'à une véritable symphonie, la version de Stokowski possède un charme certain et une grande efficacité.

## Discographie
- Glière : Symphonie n°3 - Orchestre philharmonique de la BBC, Sir Edward Downes (Chandos Records, 1991)
- Glière : Symphonie n°3 - Orchestre symphonique de la radio slovaque, Donald Johanos (Naxos, 1993)
- Glière : Symphonie n°3 - Orchestre symphonique de Londres, Leon Bostein (Telarc International, 2003)
- Glière : Symphonie n°3 et concerto pour harpe - Orchestre symphonique de la RTV, Moscou, Natan Rachlin (SLG, 2009)
- Glière : Symphonie n°3 et concerto pour violoncelle - Royal Philharmonic Orchestra, Harold Farberman (Musical Concepts, 2012)
- Glière : Symphonie n°3 - Orchestre philharmonique de Buffalo, Joann Falletta (Naxos, 2014)
- Glière : Symphonies n°1 à 3 - Orchestre symphonique slovaque, Donald Johanos (Naxos, 2015)
- Glière : Symphonie n°3 - Beogradska Filharmonija, Gabriel Feitz (Dreyer Gaido, 2019)
- Glière : Symphonie 3 - Orchestre symphonique de la radio slovaque, Donald Johanos (Amadis, 2021)